# Don Roque
Don Roque är en ort i Mexiko.   Den ligger i kommunen Chietla och delstaten Puebla, i den sydöstra delen av landet, 120 km söder om huvudstaden Mexico City. Don Roque ligger 1 059 meter över havet och antalet invånare är 559.
Terrängen runt Don Roque är kuperad åt sydost, men åt nordväst är den platt. Runt Don Roque är det ganska glesbefolkat, med 28 invånare per kvadratkilometer. Närmaste större samhälle är Atencingo, 4,5 km nordost om Don Roque. I omgivningarna runt Don Roque växer huvudsakligen savannskog.